# Син с двумя вертикальными точками сверху
‏ݭ‏‎ (син с двумя вертикальными точками сверху) — дополнительная буква арабского алфавита, образованная от буквы син (‏س‏‎) путём добавления двух вертикально расположенных точек сверху.

## Использование
В языке калами используется для обозначения звука [ʂ] и является 23-й буквой алфавита,
В языке ормури используется для обозначения звука [ɕ] и является 24-й буквой алфавита.
Используется в языке гавар-бати, где является 26-й буквой алфавита.
Присутствует в языке ушоджи, где является 25-й буквой алфавита.